# Nannodiella elatior
Nannodiella elatior is een slakkensoort uit de familie van de Clathurellidae. De wetenschappelijke naam van de soort werd in 1847 voor het eerst geldig gepubliceerd door Alcide d'Orbigny.